# 1464
1464 (MCDLXIV) je bilo prestopno leto, ki se je po julijanskem koledarju začelo na nedeljo.

## Dogodki
- 1. januar

## Smrti
- 11. avgust - Nikolaj Kuzanski, nemški kardinal, matematik, filozof (* 1401)
- 1. avgust - Cosimo de' Medici Starejši, ustanovitelj dinastije Medici (* 1389)
- 15. avgust - Pij II., papež (* 1405)